# Lukas Stadler
Lukas Stadler (Bruck an der Mur, 28 ottobre 1990) è un calciatore austriaco, centrocampista del Frannach.

## Carriera

### Gli inizi
Ha iniziato a giocare a calcio quando aveva sette anni nelle giovanili del Kapfenberger Sportvereinigung, e vi restò fino al 2007. Verso la fine della sua giovinezza venne utilizzato soprattutto da attaccante. Nel 2005-2006 con le giovanili fece 4 gol in 21 partite, ma nella stagione successiva realizzò 10 reti in sole 14 partite.

### ASC Rapid Kapfenberger
All'inizio del 2006-2007 va all'ASC Rapid Kapfenberger, inizialmente veniva usato come sostituto, è stato impiegato dal 1' minuto nella decima partita finita 1-1 in casa contro l'SV Phönix Hönigsberg, la stagione per lui si concluse con 2 reti in 19 partite.
La stagione successiva segna 21 gol in 24 partite, di questi gol ha segnato una tripletta, il che gli permette di arrivare secondo nella classifica marcatori. Il team ha concluso con 11 punti di vantaggio sul SV Hinterberg e sul SV Hinterberg Breitenau.

### KSV II / Austria Kapfenberger
La quinta partita della stagione 2008-2009 diventa capitano KSV II / Austria Kapfenberger. La nona partita ha già segnato 7 gol e successivamente torna a centrocampo. Per il team è stato sufficiente per il quinto posto nella tabella marcatori.
Ha fatto il suo debutto ufficiale in campionato nazionale il 15 marzo 2009 nella sconfitta 0-4 contro il Flavia Solva.
Nel campionato nazionale è stato in grado di integrarsi rapidamente e dopo pochi utilizzi diventa già un pilastro della squadra. Alla fine della stagione segna 2 gol in 14 partite.

### Kapfenberger Sportvereinigung
È migliorato molto dopo il suo primo gol nella prima partita di Lega Nazionale. Chiude la stagione con 18 partite di campionato e 5 gol, inclusa la doppietta contro i dilettanti del Red Bull Salisburgo.
Anche se dilettanti il 4 maggio 2010 giocano i quarti di finale della ÖFB-Cup. L'attuale allenatore Werner Gregoritsch schierò una squadra insolita contro il Salisburgo, infatti l'andata la persero 3-0 mentre il ritorno 2-0, in totale 3-2 per gli avversari, nella partita di ritorno Lukas fu schierato dal 1' minuto ed è stato sostituito da Patrik Siegl. Insieme a lui fu il debutto professionale di Manfred Gollner.